# 해리와 헨더슨
해리와 헨더슨(Harry And The Hendersons)은 미국에서 제작된 윌리엄 디어 감독의 1987년 가족, 코미디 영화이다. 존 리스고 등이 주연으로 출연하였고 리처드 베인 등이 제작에 참여하였다.

## 출연

### 주연
- 존 리스고
- 멜린다 딜론
- 돈 아메체
- 데이비드 서쳇
- 마가렛 랜그릿
- 조슈아 루도이
- M. 에멧 월쉬
- 존 브룸
- 레이니 카잔
- 케빈 피터 홀

### 조연
- 데이빗 리처즈
- 로라 케니
- 리처드 아놀드
- 숀 모건
- 닉 플린
- 데이빗 맥킨타이어
- 윌리암 디어
- 로리 오브라이언

## 제작진
- 미술: 제임스 D. 비셀
- 특수효과: 릭 베이커